# Vladimir Lučić (calciatore)
Vladimir Lučić (in serbo Владимир Лучић?; Belgrado, 28 giugno 2002) è un calciatore serbo, attaccante della Stella Rossa.

## Carriera

### Club
Cresciuto nel settore giovanile della Stella Rossa, ha iniziato la sua carriera in prestito al Grafičar Belgrado, dove ha giocato il suo primo incontro ufficiale il 20 agosto 2020, contro il Sinđelić Belgrado in Prva Liga Srbija. Nel 2019 è stato prestato all'IMT Belgrado dove ha disputato due stagioni in seconda divisione in cui ha segnato 17 gol in 72 presenze.
Rientrato alla Stella Rossa, ha giocato il suo primo incontro con il club il 10 luglio 2022, entrando in campo nei minuti finali della partita di campionato vinta 4-0 contro il Radnički Niš. Poco dopo è stato prestato al Čukarički per il resto della stagione.

### Nazionale
Ha giocato nelle nazionali giovanili serbe Under-20 ed Under-21.
Il 26 gennaio 2023 ha debuttato con la nazionale maggiore serba nell'amichevole vinta 2-1 contro gli Stati Uniti.

## Statistiche

### Presenze e reti nei club
Statistiche aggiornate al 6 dicembre 2023.
| Stagione        | Squadra           | Campionato      | Campionato | Campionato | Coppe nazionali | Coppe nazionali | Coppe nazionali | Coppe continentali | Coppe continentali | Coppe continentali | Altre coppe | Altre coppe | Altre coppe | Totale | Totale | Totale |
| Stagione        | Squadra           | Comp            | Pres       | Reti       | Comp            | Pres            | Reti            | Comp               | Pres               | Reti               | Comp        | Pres        | Reti        | Pres   | Reti   |        |
| --------------- | ----------------- | --------------- | ---------- | ---------- | --------------- | --------------- | --------------- | ------------------ | ------------------ | ------------------ | ----------- | ----------- | ----------- | ------ | ------ | ------ |
| 2019-2020       | Grafičar Belgrado | 1L              | 1          | 0          | CS              | 0               | 0               |                    | -                  | -                  |             | -           | -           | 1      | 0      |        |
| 2020-2021       | IMT Belgrado      | 1L              | 31         | 4          | CS              | 3               | 0               |                    | -                  | -                  |             | -           | -           | 34     | 4      |        |
| 2021-2022       | IMT Belgrado      | 1L              | 36+2       | 12+1       | CS              | 0               | 0               |                    | -                  | -                  |             | -           | -           | 38     | 13     |        |
| ago. 2022       | Stella Rossa      | SL              | 2          | 0          | CS              | 0               | 0               | UCL                | 0                  | 0                  |             | -           | -           | 2      | 0      |        |
| 2022-2023       | Čukarički         | SL              | 28         | 3          | CS              | 3               | 0               | UECL               | 2                  | 0                  |             | -           | -           | 33     | 3      |        |
| 2023-2024       | Stella Rossa      | SL              | 16         | 1          | CS              | 0               | 0               | UCL                | 5                  | 0                  |             | -           | -           | 21     | 1      |        |
| Totale carriera | Totale carriera   | Totale carriera | 116        | 21         |                 | 6               | 0               |                    | 7                  | 0                  |             | -           | -           | 129    | 21     |        |

### Cronologia presenze e reti in nazionale
| Cronologia completa delle presenze e delle reti in nazionale ― Serbia | Cronologia completa delle presenze e delle reti in nazionale ― Serbia | Cronologia completa delle presenze e delle reti in nazionale ― Serbia | Cronologia completa delle presenze e delle reti in nazionale ― Serbia | Cronologia completa delle presenze e delle reti in nazionale ― Serbia | Cronologia completa delle presenze e delle reti in nazionale ― Serbia | Cronologia completa delle presenze e delle reti in nazionale ― Serbia | Cronologia completa delle presenze e delle reti in nazionale ― Serbia |
| Data                                                                  | Città                                                                 | In casa                                                               | Risultato                                                             | Ospiti                                                                | Competizione                                                          | Reti                                                                  | Note                                                                  |
| --------------------------------------------------------------------- | --------------------------------------------------------------------- | --------------------------------------------------------------------- | --------------------------------------------------------------------- | --------------------------------------------------------------------- | --------------------------------------------------------------------- | --------------------------------------------------------------------- | --------------------------------------------------------------------- |
| 26-1-2023                                                             | Los Angeles                                                           | Stati Uniti                                                           | 1 – 2                                                                 | Serbia                                                                | Amichevole                                                            | -                                                                     | 62’                                                                   |
| Totale                                                                |                                                                       | Presenze                                                              | 1                                                                     |                                                                       | Reti                                                                  | 0                                                                     |                                                                       |

## Palmarès

### Club

#### Competizioni nazionali
- Coppa di Serbia: 1

Stella Rossa: 2023-2024
- Campionato serbo: 1

Stella Rossa: 2023-2024